# Calai
Calai és un municipi de la província de Cuando Cubango. Té una extensió de 7.865 km² i 20.239 habitants. Comprèn les comunes de Calai, Maúe i Mavengue. Limita al nord amb el municipi de Nancova, a l'est amb els municipis de Mavinga i Dirico, al sud amb la República de Namíbia (regió de Kavango Est), i a l'oest amb el municipi de Cuangar.